# Bistro

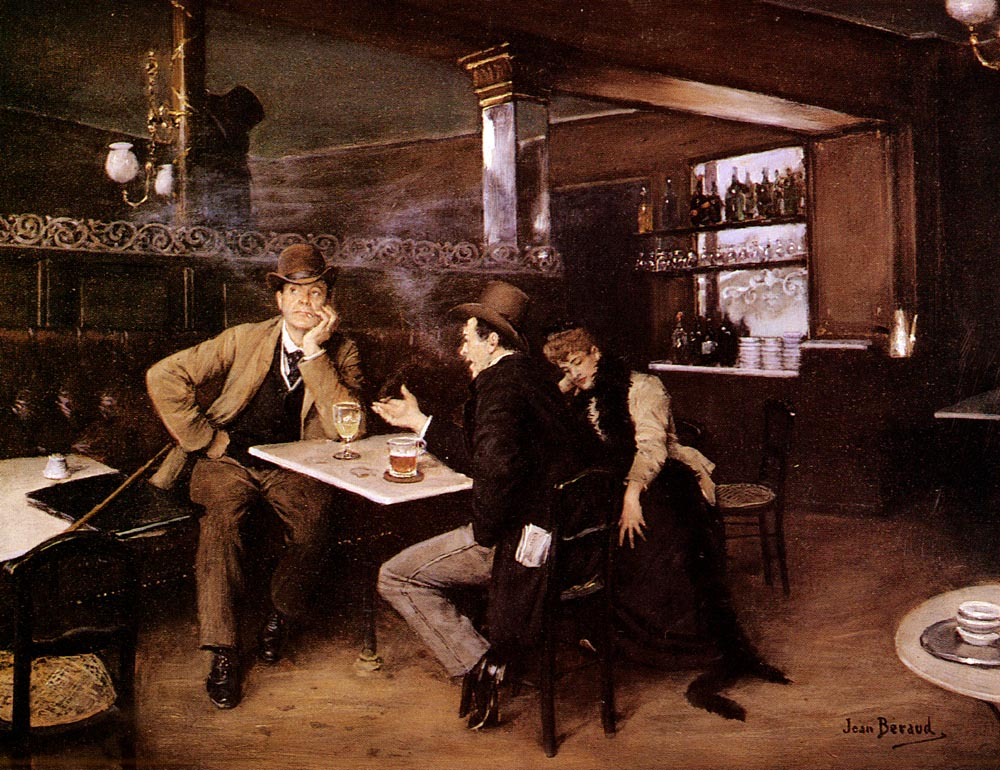
Paryskie bistro z epoki fin de sièclu na obrazie Jeana Bérauda

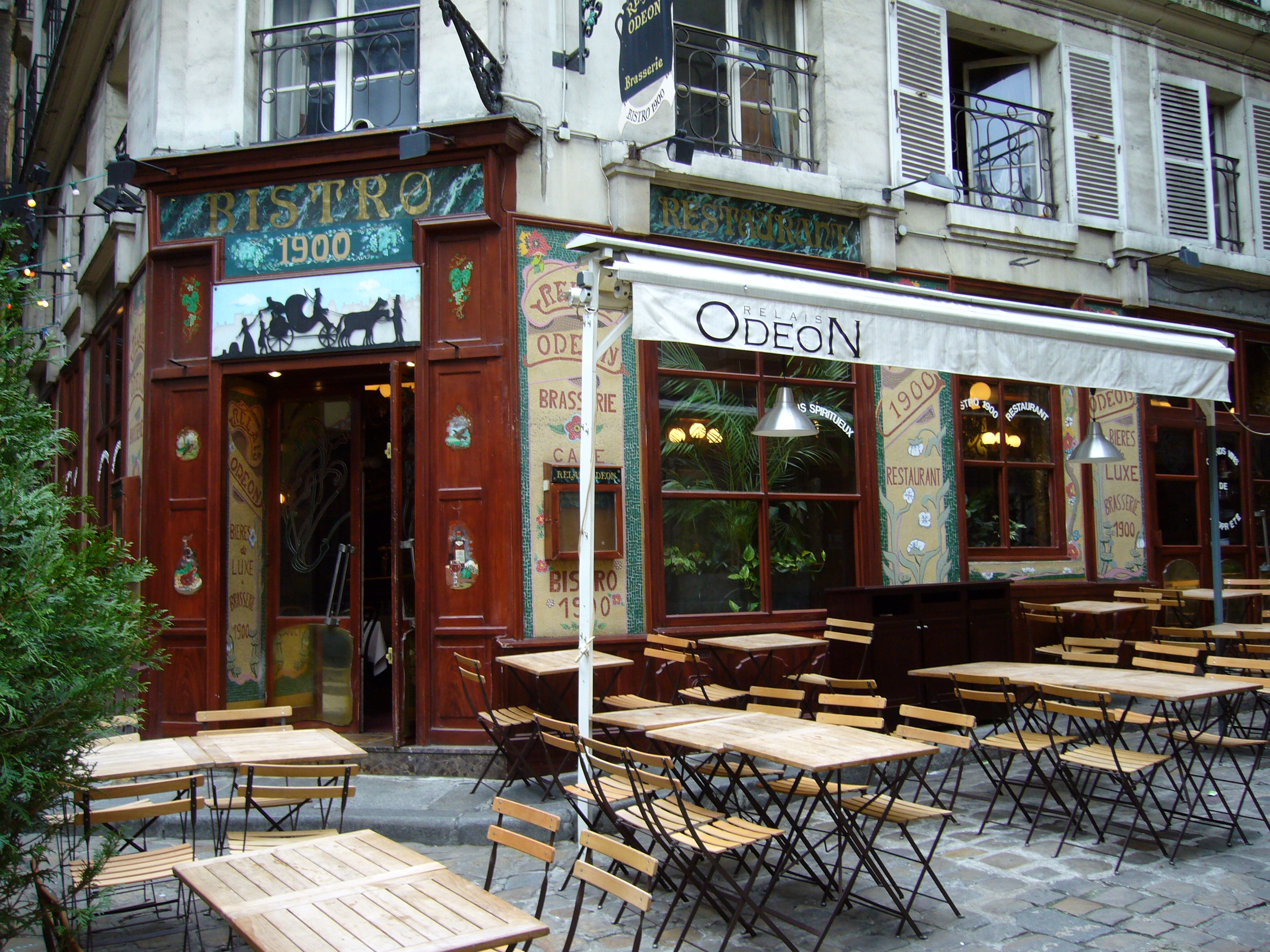
Bistro 1900 w Paryżu

Bistro – niewielki, często zajmujący narożny budynek lokal gastronomiczny, który jest specyficzną kombinacją restauracji z barem i kawiarnią.
Zazwyczaj w bistrach panuje klimat luźnej elegancji, który odróżnia te lokale od typowych, poważnych restauracji. Jest to zwykle miejsce, gdzie można zarówno przekąsić coś „na szybko” przy kontuarze baru, popijając kieliszkiem wina albo filiżanką kawy, jak i zjeść pełny obiad przy małym, okrągłym stoliku. Charakterystyczną cechą bistr paryskich są przeszklone ściany uchylne, które latem są otwierane na oścież, tak aby „ulica wchodziła do wnętrza lokalu”.
Poza Francją, szczególnie w krajach anglosaskich, bistra to często dość drogie restauracje, serwujące dania kuchni francuskiej, posiadające kartę win, sprawną obsługę i starające się naśladować paryski klimat luźnej elegancji.

## Etymologia
Według francuskiego słownika etymologicznego Le Grand Robert, wydanego w 1882 r. nazwa bistro pochodzi od rosyjskiego bystro (быстро, czyli szybko). Słownik ten opisuje niesprawdzoną legendę, według której pierwsze bistra powstały w czasie rosyjskiej okupacji Paryża w latach 1816–1818, kiedy to niecierpliwi żołnierze sotni kozackich mieli zwyczaj pokrzykiwać na powolnych francuskich kelnerów „bystro, bystro”, co miało rzekomo doprowadzić do powstania barów szybkiej obsługi, specjalnie przeznaczonych dla Kozaków. Legenda ta była za słownikiem Le Grand Robert powtarzana w wielu wydawnictwach opisujących zwyczaje gastronomiczne Paryżan.
Mit ten jednak nie znajduje potwierdzenia w faktach. Według zapisków historycznych, pierwsze bistra w zostały założone dopiero pod koniec XIX wieku prawdopodobnie przez przybyszów z górzystych rejonów Owernii, którzy przenieśli tutaj tradycję swoich Bistroquets – małych restauracyjek ze stolikami wystawionymi na ulicę, serwujących lokalne wina i potrawy w luźnej, rodzinnej atmosferze. Do najstarszych, wciąż istniejących bistr paryskich należą: La Coupole, le Wepler, les Deux Magots i le Flore – z których wszystkie są wciąż w rękach rodzin wywodzących się z Owernii.